# Unst
Unst is een eiland dat deel uitmaakt van de Shetlandeilanden. Het is het noordelijkst gelegen bewoonde eiland van de Britse Eilanden. Unst is 20,4 kilometer lang en 8,5 kilometer breed.
Unst bestaat voornamelijk uit grasland met kliffen aan de kust. De belangrijkste plaats is Baltasound, waar een brouwerij en recreatiepark is. Ten oosten van Baltasound ligt Baltasound Airport, ook Unst Airport genoemd, een voormalige RAF vliegbasis en civile vliegveld dat enkel nog voor noodvluchten soms gebruikt wordt. 
Andere plaatsen op het eiland zijn Uyeasound, Muness Castle (gebouwd in 1598) en Haroldswick (waar een bootmuseum is).

## Bezienswaardigheden
- Baltasound heeft het meest noordelijk gelegen Britse postkantoor
- Bordastubble Standing Stone
- Greenwell's Booth, een warenhuis om handel te drijven met de Hanze
- Muckle Flugga Lighthouse, de meest noordelijk gelegen vuurtoren van Groot-Brittannië
- Muness Castle, het meest noordelijk gelegen Brits kasteel
- St Olaf's Church, Lunda Wick
- St Olaf's Church, Balliasta
- Uyea Breck Standing Stone